# Tupolew Tu-154M Open Skies

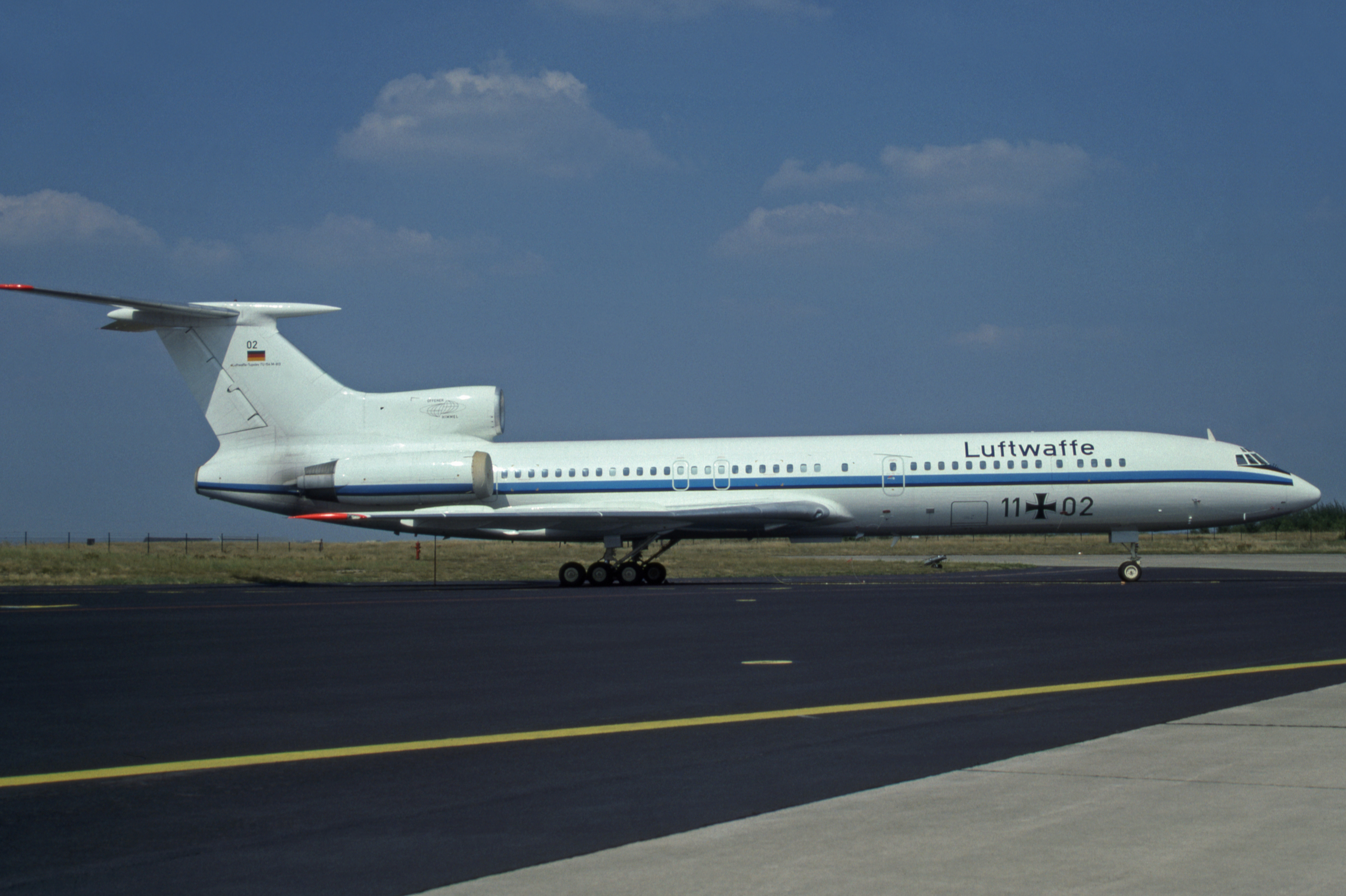
Tupolew Tu-154M Open Skies

Die Tu-154M (11+02) „Open Skies“ war ein Flugzeug der Flugbereitschaft des Bundesministeriums der Verteidigung mit einer Sonderausrüstung für Überwachungsflüge im Rahmen des Vertrages über den Offenen Himmel (englisch: Open Skies), deren Sonderausrüstung von Dornier technisch geplant und weitgehend vorentwickelt wurde.
Die Maschine kollidierte am 13. September 1997 über dem Atlantik vor Namibia mit einem amerikanischen Militärtransporter des Typs Lockheed C-141 Starlifter. Bei der Kollision kamen alle insgesamt 33 Insassen beider Flugzeuge ums Leben.

## Geschichte
Eine erste Fähigkeit wurde bis 1995 realisiert. 1996 wurde das Flugzeug auf der Internationalen Luft- und Raumfahrtausstellung Berlin (ILA) der Öffentlichkeit vorgestellt. Eine Erweiterung mit einem Radar als sog. Reales Konzept war bereits fortgeschritten, kam jedoch nicht mehr zur Ausführung, da das Flugzeug am 13. September 1997 über dem Atlantik, rund 120 km westlich von Namibia mit einer Lockheed C-141 Starlifter der US-Luftwaffe kollidierte und verloren ging. Die Maschine befand sich außerhalb Open Skies als Passagiermaschine für deutsche Teilnehmer einer Regatta zur 75-Jahr-Feier der südafrikanischen Marine auf dem Flug nach Kapstadt in Südafrika. 24 Menschen an Bord der Tupolew und 9 Insassen der amerikanischen Maschine kamen dabei ums Leben.

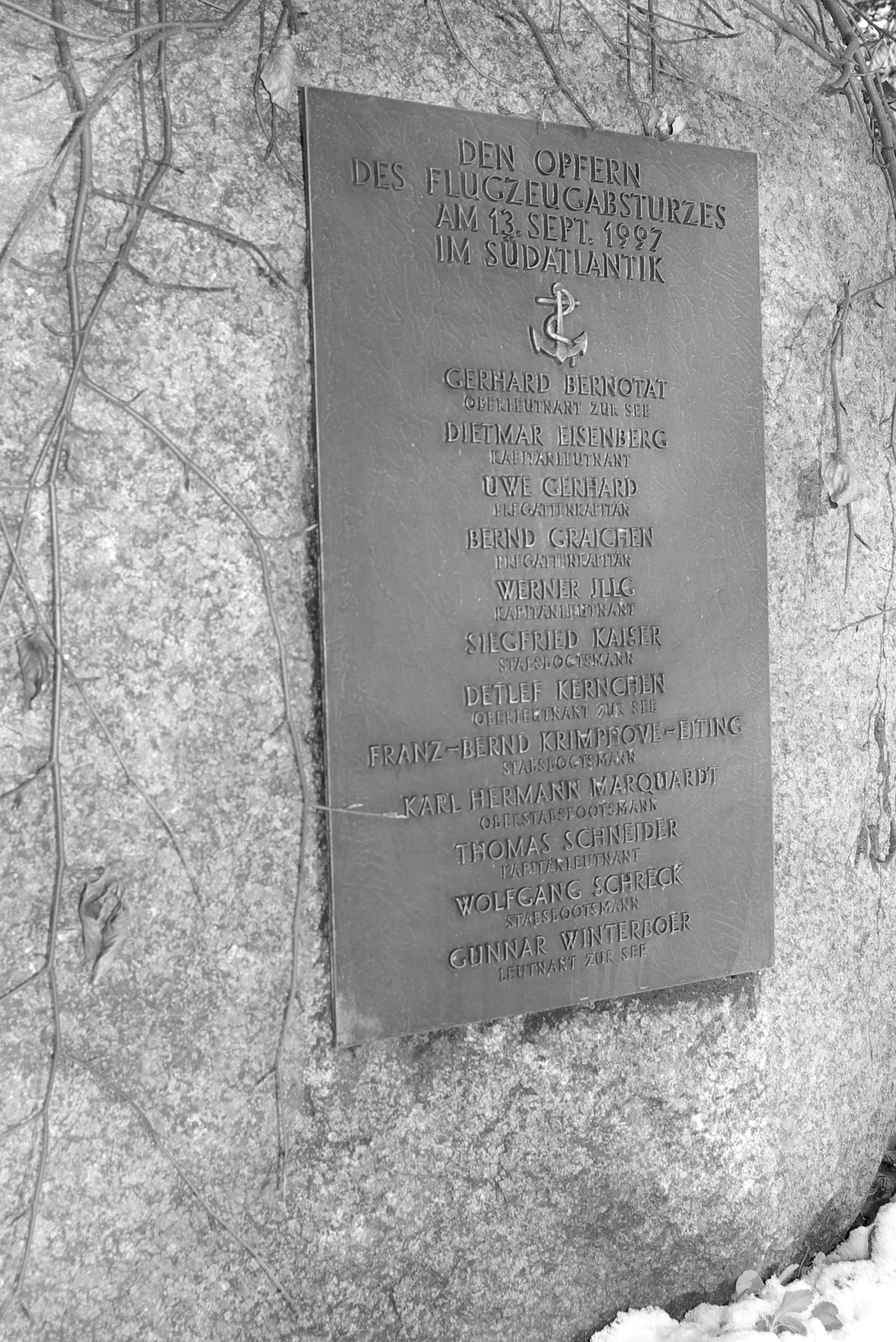
Gedenktafel auf dem Ehrenfriedhof von Wilhelmshaven

Zum vorgesehenen Realen Konzept und der Ausrüstung der weiteren Tu-154M (11+01) im Bestand der Bundeswehr kam es infolge des Unfalles nicht mehr. Neben ihrer eigentlichen Aufgabe im Rahmen von Open Skies sollten diese Flugzeuge auch Umweltüberwachungaufgaben übernehmen. Sie konnten Flüge bis knapp sieben Stunden Dauer ausführen. Verschiedene andere VKSE-Vertragstaaten hatten Interesse an diesem Flugzeug und beabsichtigten, es für ihre Einsätze zu mieten.

## Hintergrundinformation zu Open Skies
Nicht zu verwechseln ist dieses Open Skies/Offener Himmel mit dem noch in der Zivilluftfahrt geläufigen Begriff Open-Skies-Abkommen zur Freizügigkeit im länderübergreifenden Luftverkehr.
Das hier beschriebene Open Skies ist ein Ergebnis der bereits 1966 gestarteten politischen Initiative zu einer Konferenz über Fragen der europäischen Sicherheit. Nach einer längeren Vorbereitungszeit kam eine Konferenz zur Sicherheit und Zusammenarbeit in Europa (KSZE) zustande. 1990 wurde dann darin ein Vertrag über die gegenseitige Begrenzung der konventionellen Streitkräfte in Europa geschlossen (VKSE). Infolge von Weiterverhandlungen wurde 1992 das Wiener Dokument zu vertrauens- und sicherheitsbildenden Maßnahmen ausgearbeitet und angenommen. Im Rahmen des darin verhandelten Unterabschnittes Verifikation aus der Luft wurde am 24. März 1992 der auch heute noch gültige und praktizierte Vertrag Open Skies mit der Möglichkeit zu gegenseitigen Beobachtungsflügen geschlossen. Die Modalitäten sehen vor, dass jeder der Unterzeichnerstaaten nach kurzer Vorankündigung Kontrollflüge über militärische Anlagen oder Aktivitäten (z. B. Manöver) über einen von ihm gewünschten oder zu beobachtenden Staat durchführen kann. Theoretisch kann jeder Teilnehmerstaat einen anderen überwachen, praktisch ging es damals aber darum, dass der NATO-Block und der Warschauer Pakt/GUS-Block sich gegenseitig überwachten.
Die gegenseitige Überwachung der NATO-Staaten untereinander wäre, wenn auch nach diesem Vertrag erlaubt, politisch heikel.
Die Leistungsparameter der Sensoren im Flugzeug sind im Open-Skies-Vertrag genau definiert. Besonders auf östlicher Seite herrschte die Angst vor Spionage, sodass die Fähigkeiten der Sensoren genau festgelegt und eingegrenzt wurden. Die Flugzeuge müssen im zu beobachtenden Staat mit abgedeckten Kamerafenstern zuerst landen, werden dort auf Vertragseinhaltung kontrolliert und müssen auch fremde kontrollierende Beobachter im Flug an Bord lassen. Um die Möglichkeit zur Spionage weiter einzuschränken, wurde als Grundsatz vereinbart, dass der zu beobachtende Staat auch das mit seinen Sensoren bestückte Flugzeug stellt und nur die fremden Beobachter an Bord nimmt. Der Vertrag lässt aber alternativ auch die Möglichkeit zu, dass Staaten in bilateraler Abmachung eigene Flugzeuge mit eigenen Sensoren über dem Territorium des anderen einsetzen dürfen.
Die Bundesrepublik Deutschland nutzte diese Möglichkeit und hatte mit einer Reihe von Vertragsstaaten – die teilweise auch nicht vorhatten eigene Flugzeuge zu beschaffen – einschließlich der Staaten aus der GUS, einen solchen bilateralen Vertrag geschlossen. Das Ausrüstungssystem in der deutschen Open-Skies-Tupolew wurde mit diesen Staaten noch vor der Realisierung in Funktion und Leistungen abgestimmt. Förderlich war, dass die Bundesrepublik ein Flugzeug östlicher Produktion einsetzte, im Ostblock bekannte optische Sensoren von Zeiss Jena nutzte und für den endgültigen Ausrüstungsumfang (Reales Konzept) die Entwicklung und Lieferung eines Synthetischen Aperture-Radars (SAR) in Gemeinschaftsentwicklung der russischen Firma KULON mit der Firma Dornier bestellte. Dieses als „ROSSAR“ bezeichnete System befand sich zum Zeitpunkt des Absturzes der Tupolew noch in der Entwicklung. Diese Entwicklung wurde bis zur Lieferung und Funktionsnachweis des ersten Systems noch fortgeführt, dann aber eingestellt.
Die Bundesrepublik nahm nach dem Absturz der Tupolew 11+02 vom eigenen Open-Skies-Flugzeug Abstand und hat die zweite noch vorhandene Tupolew Tu-154M (11+01) verkauft.
An Open-Skies-Flügen/Überwachungen nimmt die Bundesrepublik Deutschland weiter teil. Sie lässt sich die Flugzeuge vom zu beobachtenden Staat beistellen oder mietet in Schweden deren Open-Skies-Maschine Saab 340 an.

## Ausrüstung Tu-154 Open Skies

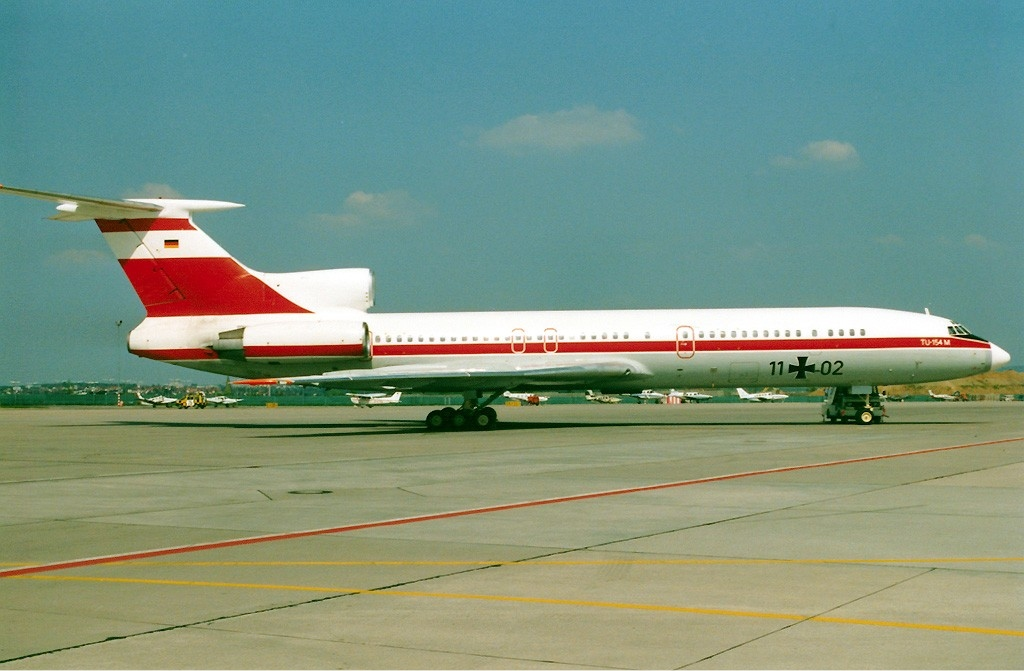
Seitenansicht des Flugzeuges im Jahr 1993, noch in den Farben der Interflug

Zwei Flugzeuge Tu-154M, die aus dem Transportfliegergeschwader 44 der NVA stammten, wurden für diese Aufgaben eingeplant und sollten umgerüstet werden. Vorgesehen war die Umrüstung des ersten Flugzeuges in zwei Ausrüstungsstufen, der sog. Ersten Fähigkeit, d. h. Ausrüstung mit optischen Kameras und in zweiter Stufe, dem Realen Konzept, mit zusätzlicher Ausrüstung mit einem Radar und einem Infrarot-Linescanner. Später sollte das zweite Flugzeug in einer Phase umgerüstet, je nach Verfügbarkeit der Sensoren auch nur als schnell umzurüstendes Ersatz-Reserveflugzeug vorbereitet werden.

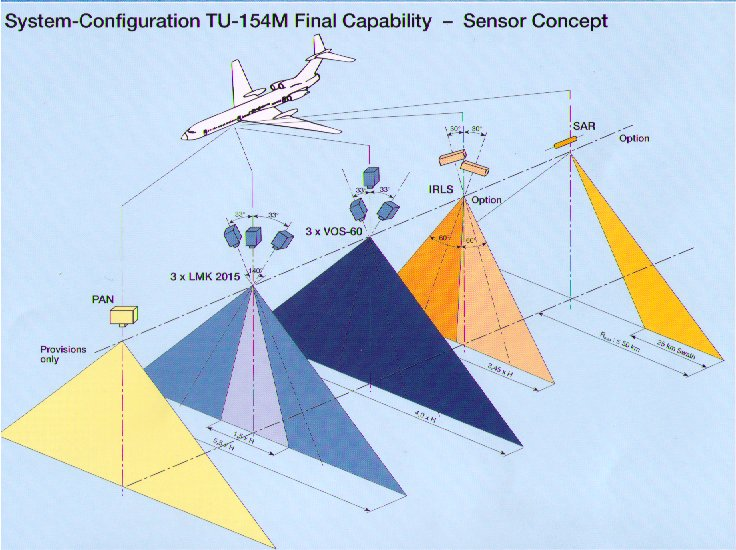
Tu-154M Systemkonfiguration

Wegen der Übernahme von Dornier durch Daimler-Benz und der Zusammenlegung mit weiteren Firmen zur DASA verlor Dornier die industrielle Führung an den DASA-Teilen MBB-ERNO als Generalunternehmer und Elbe Flugzeugwerke in Dresden als Einrüster. Die innerhalb der DASA rechtlich selbständig firmierende Dornier GmbH und die damals noch voll zu Dornier gehörende Dornier Luftfahrt GmbH blieben aber verantwortlich für die Entwicklung, Lieferung und elektronische Integration des Ausrüstungspaketes, mit der Entwicklung des Sensormanagement-Systems, des Missionsreferenzsystems, des Datenspeicherungssystems, des elektrischen Systems, der Missionsplanungsanlagen an Bord und am Boden sowie des digitalen Bord-Kommunikationssystems und der Bedienerarbeitsplätze. Die eigentlichen Sensoren wie die verschiedenen Kameras stellte der Bund selbst bei.
Die Entwicklung des Radars bei der russischen Firma Kulon mit Dornier als Partner für das Daten-Processing lief in einem gesonderten Auftrag, er hatte auch das politische Ziel mit dem neuen russischen Staat durchaus einen Know-how-Transfer zu beginnen und ein Vertrauensverhältnis bei wirtschaftlicher Zusammenarbeit zu fördern.
Die Elbe Flugzeugwerke nahmen unter der Konstruktionsverantwortlichkeit und mit Zuarbeit des Flugzeugherstellers Tupolew die Modifikationen am Flugzeug vor, bauten die Open-Skies-Ausrüstung ein und übernahmen die Flugerprobung und Zulassung, die allerdings bei DASA/ MBB in Manching stattfand. Die Übergabe an die Luftwaffe erfolgte feierlich am 19. April 1995. Auch erste probeweise Einsatzflüge über den Territorien anderer Staaten wurden bis zum Absturz ausgeführt.
Zugehörig zum Ausrüstungsumfang war eine durch Dornier zu liefernde stationäre Missionsplanungsanlage für die Planung des Einsatzes und die Erstellung der Karten und Belege. Die Anlage im Flugzeug arbeitete nach dem gleichen Prinzip, stellte aber die Ergebnisse nur auf den Bildschirmen der Bedienplätze und den Anbord-Druckern dar.
Im Einzelnen waren in der Tu-154 M (11+02) eingerüstet bzw. sollten eingerüstet werden:
Erste Fähigkeit
- 3 Luftbild-Meßkameras LMK-2015 (1× nadir, 2× oblique) mit speziellem Filtereinsatz (zur Verschlechterung der Auflösung) und stabilisierter Aufhängung SM-2000 für die Nadir-Kamera von Fa. Carl Zeiss Jena, Brennweite 152 mm, Bildformat 228 × 228 mm. Bildwinkel (FOV) je Kamera 90°, Auflösung auf 30 cm vertraglich begrenzt, für die Aufgabe der Photogrammetrie in Nadir und Seitensicht und für das Erkennen, Identifizieren und Kalibrieren.
- 3 Videokameras VOS-60 (1× nadir, 2× oblique) von Fa. Zeiss, Oberkochen mit 6000 Pixeln, FOV 60°. Primärsensor für geringe Flughöhe zum Entdecken, Beobachten in Echtzeit, als Auswertungsunterstützung und als Bildsucher für die Kameras. Die Daten dieser Sensoren konnten auf digitalen Bandmaschinen aufgezeichnet werden.
- 1 Sensor-Management-System (SMS) von Fa. IGI mbH, Hilchenbach (jetzt Kreuztal), zur Steuerung der Fernerkundungssensoren LMK-2015 und VOS-60 gemäß dem übermittelten Flugplan.
- 4 Arbeitsplätze in der Kabine des Flugzeuges für Einsatzleitung, für linke, rechte und Nadir-Sensoren, entwickelt und geliefert von der Dornier Luftfahrt GmbH. Für die Einsatzleitung zum Planen der Mission und Speichern der Daten/ Ergebnisse und für die Sensoren zum Bedienen und Beobachten auf Monitoren.
- Im Flugzeug verblieben bis zu 30 Sitze der Originalbestuhlung für weitere mitfliegende Beobachter, fremdstaatliche Kontrolleure und den Transport von Passagieren als Nebenaufgabe. Ein kleines Konferenzabteil diente zum Vorauswerten und Besprechen.
- In der Unterseite des Rumpfes des Flugzeuges wurden für die Kameras optisch sauber geschliffene und druckdichte Fenster mit Abdeckungen beim Nichteinsatz eingebaut. Die Geräte im Laderaum waren während des Fluges durch ein Luk im Fußboden von der Kabine aus zugänglich.

Zusätzlich für das Reale Konzept sollte eingebaut werden
- eine Panoramakamera A-84 der Fa. ZENIT, Krasnogorsk, Russland mit Brennweite 300 mm, Bildgröße 118 × 748 mm, FOV 20° × 143°, Auflösung vertraglich begrenzt auf 30 cm, mit automatischer Belichtungseinstellung und rotierendem Objektiv. Als Ergänzung zum Zeilenabtastgerät und zum Entdecken und Kartieren.
- ein Bedien- und Steuerungs-Computer von Fa. IGI mbH, Hilchenbach (jetzt Kreuztal) für die ZENIT A-84 Panoramakamera.
- ein Synthetik-Apertur-Radar ROSSAR (HW) von Fa. Kulon aus Russland und SAR Processing (SW) von Dornier, als Sensor mit großer Reichweite mit Schlechtwetter- und Nachtsichtfähigkeit zum Entdecken von Infrastruktur und Anlagen. Zulässige Streifenbreite 25 km, Schrägentfernung 50 km. Auflösung 3 m.
- ein Höhenmess-Radar zur Bestimmung der Flughöhe über Grund, um die für die LMKs benötigten FMC-Werte (Forward Motion Compensation) berechnen zu können.
- zwei Infrarot-Zeilenabtaster AN/AAD-5 von Pacific Sierra Research in USA, mit FOV je 60°, Auflösung vertraglich auf 50 cm begrenzt, modifiziert für Magnetbandaufzeichnung. Thermischer Sensor im Nadir mit Nacht- und Dunstfähigkeit zum Entdecken und zur Ergänzung für Kameras. Optimiert auf kleine v/h-Werte und großes Sehfeld.
- ein Sensor-Management-System Upgrade (SMS-1) von Fa. IGI mbH, Hilchenbach (jetzt Kreuztal) als Erweiterung des aus der Ersten Fähigkeit vorhandenen Sensor-Management-Systems (SMS) zum Betrieb von 1× A-84, 3× LMK-2015, 3× VOS-60, 2× AN/AAD-5, 1× ROSSAR und 1× Höhenmess-Radar.
- ein Arbeitsplatz in der Kabine des Flugzeuges von Dornier Luftfahrt GmbH für die Bedienung und Anzeige von den o.a. IRLS- und SAR-Systemen.
- Die Antenne des SAR sollte in einem kanuförmigen Radom außen unter dem Rumpf des Flugzeuges hinter den Kamerafenstern platziert werden; die zugehörigen Geräte des Radars waren in Gestellen im unteren Laderaum bei den Kameras vorgesehen.

## Bilder

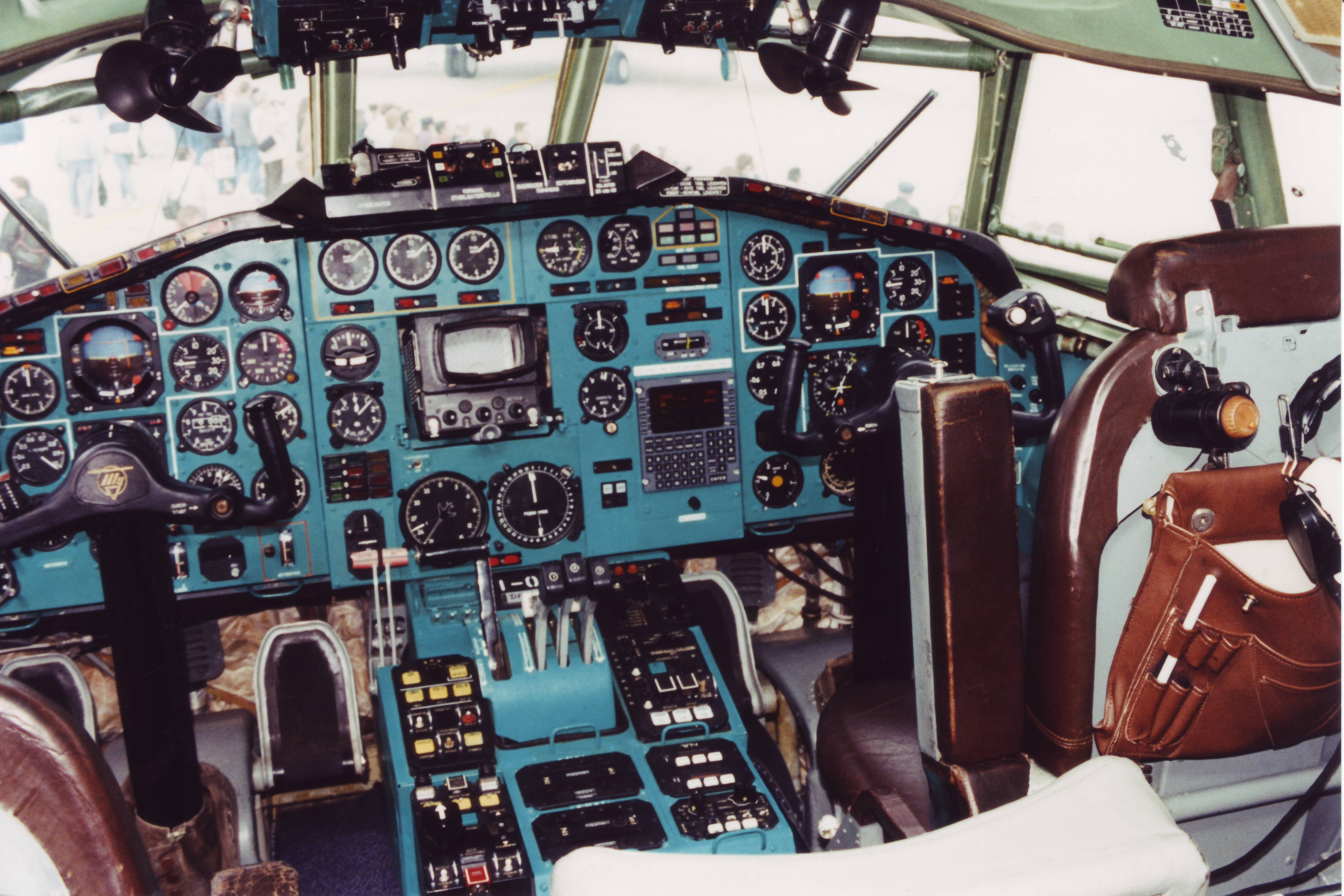
Instrumentenbrett Cockpit
Seitlicher Arbeitsplatz des Bordingenieurs im Cockpit
Seitlicher Arbeitsplatz des Funkers/ Navigators im Cockpit
Missionsplanungsanlage im Heck
Bedienplatz für Kameras auf der linken Seite
Bedienplatz für Kameras auf der rechten Seite, baugleich mit Bedienplatz für Mittenkameras.
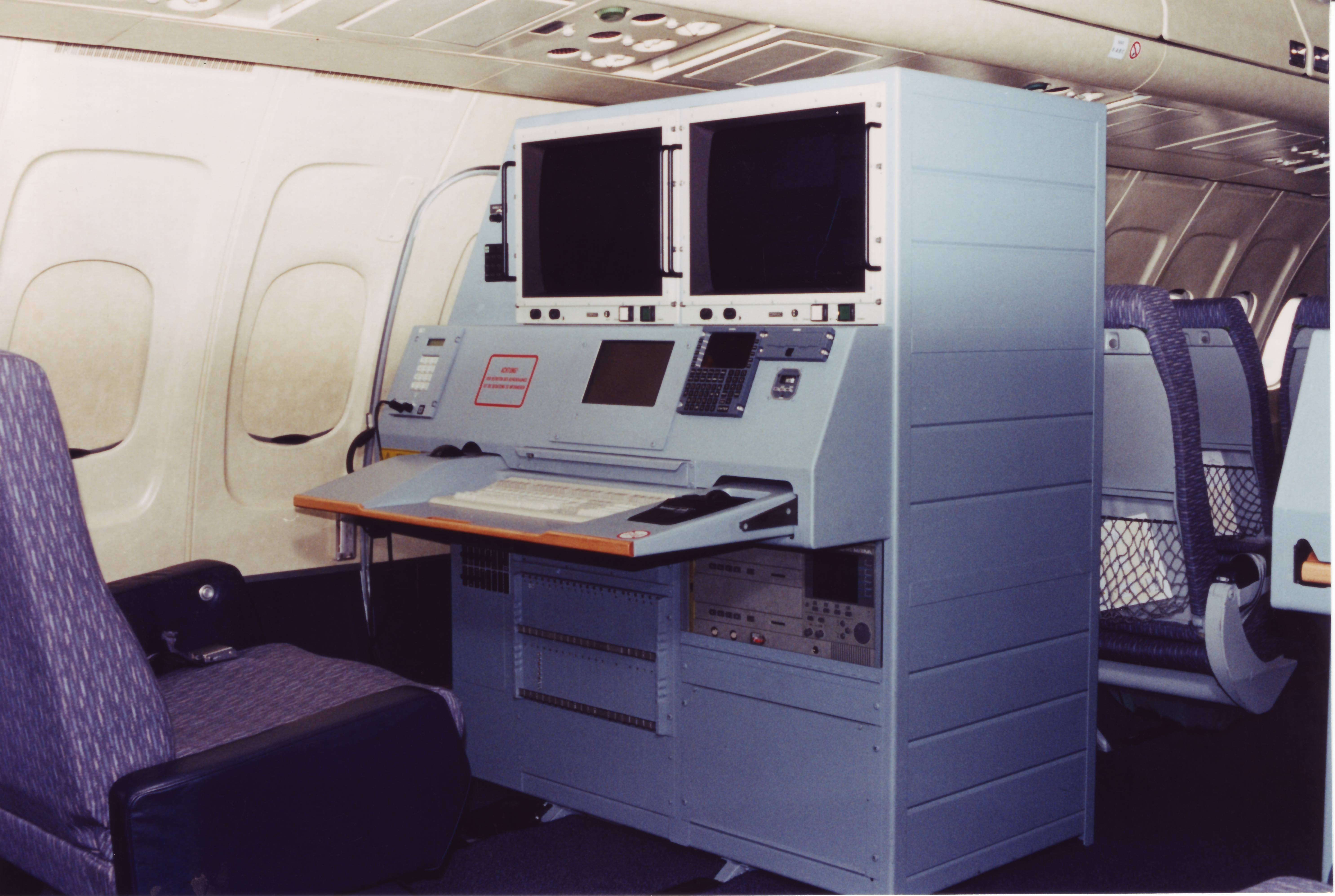
Bedienplatz Einsatzleitung
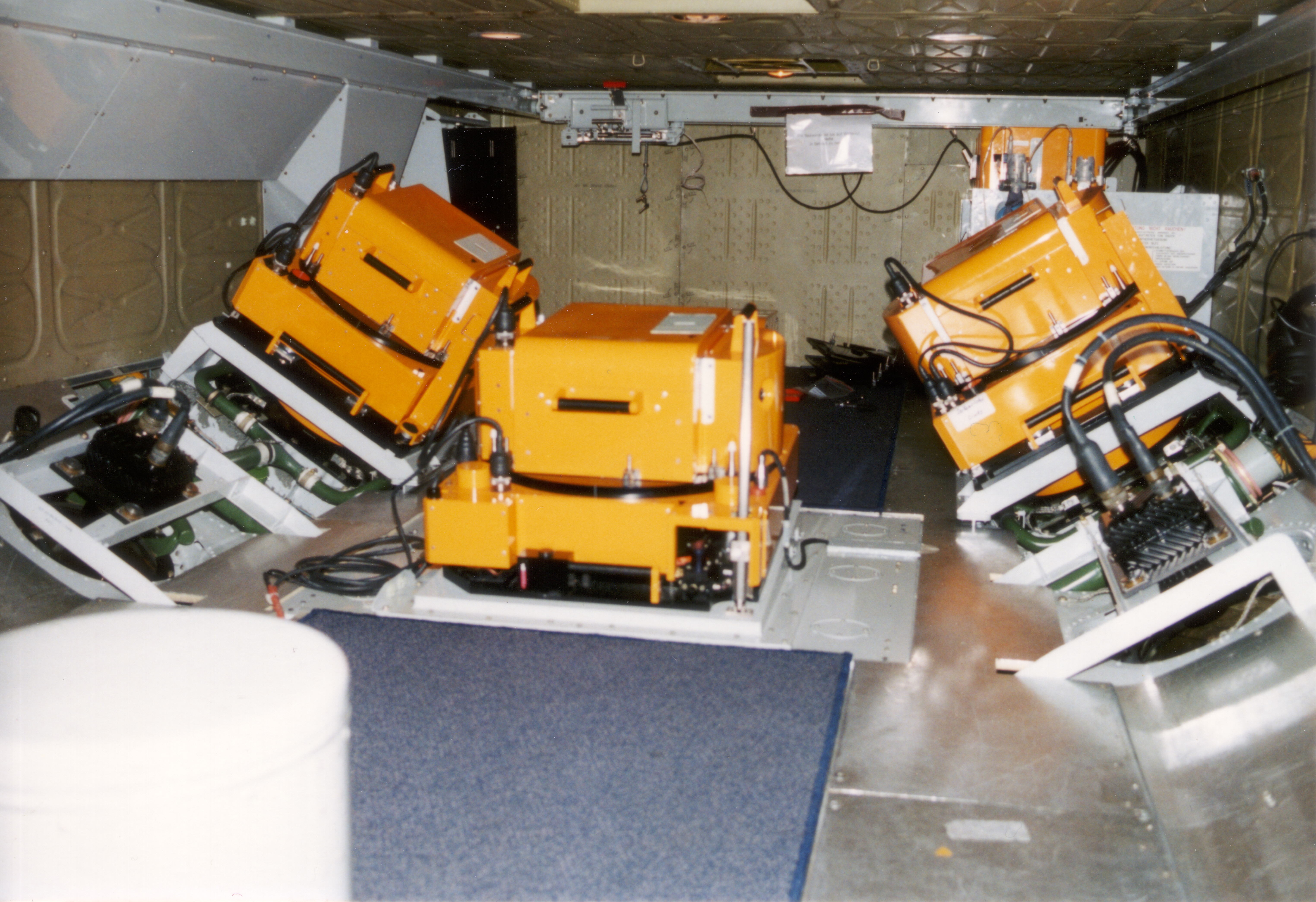
Drei LMK-Kameras sowie zwei der drei VOS-Kameras im Laderaum (im Flug zugänglich)
Filmkassette MA-2000, Kiste für Objektivstutzen und neun Filter-Kassetten
Optische Fenster für die Kameras im Rumpf
Missionsplanungsanlage am Boden in Deutschland
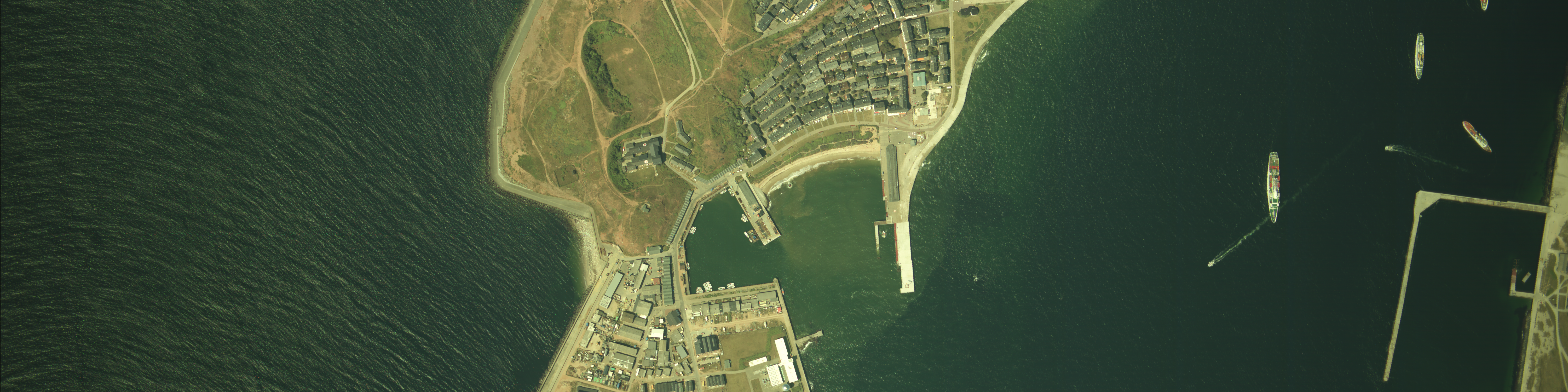
NADIR-Bild